# Клаус Воверайт
Клаус Воверайт (на немски: Klaus Wowereit) е германски политик социалдемократ; от 2001 до 2014 г. е кмет (Regierender Bürgermeister) на Берлин. Заедно с кметовете на Париж (Бертран Деланое) и Хамбург (Оле фон Бойст), Воверайт е един от първите значими европейски градоначалници с открита хомосексуална ориентация. От 1993 е обвързан с неврохирурга Йорн Кубички.